# Alan Boyle
Alan Boyle es un periodista estadounidense especializado en noticias de ciencia y tecnología. Trabajó para msnbc.com y NBC News Digital como editor de ciencia desde 1996 hasta 2015. En 2015, se convirtió en editor de ciencia y aeroespacial para GeekWire. Boyle también es presidente del Council for the Advancement of Science Writing.

## Carrera
Boyle dirige una tienda virtual de curiosidades que cubre las ciencias físicas, la exploración espacial y la paleontología, entre otros muchos intereses suyos. Se incorporó a NBC News Digital en 1996, y pasó a GeekWire en 2015. Mantiene un blog llamado Cosmic Log, desde 2002. Durante su carrera periodística, ha trabajado en Cincinnati, Spokane y Seattle.

## Galardones y premios
Ha recibido el reconocimiento de la Asociación Americana para el Avance de la Ciencia en forma del Premio de Periodismo Científico 2002 de la AAAS. También ha ganado premios de las Academias Nacionales, la Asociación Nacional de Escritores Científicos, la Sociedad de Periodistas Profesionales, la Fundación Frontera Espacial, IEEE-EEUU, el Pirelli Relativity Challenge y el programa de premios de periodismo sobre ciberseguridad de la CMU.